# Черняев, Сергей Иванович
 Сергей Иванович Черняев  (1818—1888) — русский востоковед, дипломат, преподаватель персидского языка и литературы. Провёл свыше десяти лет в Персии, исследовал персидский язык, литературу и этнографию.

## Биография
Родился в 1818 году.
Получив домашнее образование, он поступил в Санкт-Петербургский университет, где в 1836 году окончил кандидатом курс по восточному разряду  1-го отделения (историко-филологического) философского факультета — учился у Мирзы Топчибашева. В конце того же года он поступил на службу в университет, канцелярским чиновником; в следующем году перешёл в департамент военных отчётов. Одновременно, он давал уроки истории в разных учебных заведениях и сотрудничал в «Энциклопедическом лексиконе» Плюшара. 
В 1838 году он поступил в Азиатский департамент министерства иностранных дел, переводчиком. В 1841 году был отправлен вторым драгоманом в Персию, где усердно занялся изучением персидской литературы и совершенствованием в персидском языке.
В качестве переводчика и дипломатического чиновника в 1842 году принимал участие в экспедиции Е. В. Путятина на Каспийское море , после чего был определён при Азиатском департаменте переводчиком персидского языка VIII класса. Четыре года спустя Черняев по поручению Сенявина открыл консульство в Астрабаде, где и провёл шесть лет.
По возвращении в 1852 году в Петербург он был определён драгоманом VІ класса при Азиатском департаменте, а в 1856 году был назначен начальником 4-го отделения департамента внутренних сношений. В свободное от служебных занятий время начал публиковать свои труды о Персии, бывшие результатом его непосредственного знакомства и личных наблюдений над жизнью этой страны. В «Современнике» (Т. XLVII) в 1854 году он поместил статью «Персидские доктора и персидские пациенты»; в «Отечественных записках» (1855. — Т. CI) — «Судьба женщины на мусульманском востоке»; в «Современнике» (1857. — Т. LXIII) — «День персиянина. Очерк частной жизни в Персии». Кроме того, в «Санкт-Петербургских ведомостях» в 1853 году Черняев поместил ряд статей под заглавием: «Очерки современной Турции». 
Его литературные работы были прерваны новым поручением. В 1857 году он был назначен генеральным консулом в Тавриз, где он оставался 5 лет; в 1863 году получил назначение на должность управляющего дипломатической канцелярией кавказского наместника, после упразднения которой оставался некоторое время чиновником особых поручений VI класса при кавказском наместнике, но вскоре по расстроенному здоровью был уволен в отпуск в Санкт-Петербург, вплоть до выздоровления.
В 1870 году скончался профессор персидского языка А. К. Казембек, и С. И. Черняев был приглашён в Петербургский университет лектором персидской литературы и языка. В январе 1871 года он был назначен вольнонаёмным преподавателем с жалованием доцента, а в феврале начал чтение лекций. С апреля 1872 года был  преподавателем на окладе экстраординарного профессора. С 1884 года при том же окладе состоял в звании приват-доцента.
В 1881 году Черняев вновь поступил на службу в министерство иностранных дел, но без назначения на вакантную должность. Преподавательскую свою деятельность Черняев не оставлял до самой своей смерти, которая наступила 31 мая (12 июня) 1888 года.